# Гуанко, Эспиридион
Эспиридион Гуанко (таг. Espiridion Guanco; 29 декабря 1874 — 2 мая 1925) — филиппинский государственный деятель, временный президент Сената зависимой от США территории Филиппины (1919—1922).

## Биография
В 1900 г. выступил соучредителем газеты El Tiempo. В 1907 г. был избран депутатом Ассамблеи Филиппин и председателем аграрного конгресса.
В 1916—1925 гг. избирался членом Сената, работал в составе комитета по вопросам банковской деятельности. В 1919—1922 гг. — временный президент Сената.
В 1921 г. был назначен вице-президентом Центрального агентства Филиппин по вопросам сахара, специального подразделения филиппинского Национального банка для мониторинга шесть основных плантаций сахарного тростника. В 1922 г. наряду с рядом других известных политиков поддержал создание Kusug Sang Imol (KSI), специального фонда поддержки потерявших здоровье работников плантаций и их вдов.
В 1927 г. в его честь был назван мост в Хинигаране, провинция Западный Негрос.